# Francisco Ignacio San Román
San Román  Martín est un nom espagnol. Le premier nom de famille, en général paternel, est San Román ; le second, en général maternel, souvent omis, est Martín.
Francisco Ignacio San Román Martín, né le 4 septembre 1966 à Ávila,, est un coureur cycliste espagnol.

## Biographie
Chez les amateurs, Francisco Ignacio San Román remporte notamment le Tour de Navarre en 1989. Il passe ensuite professionnel dans l'équipe Banesto, où il évolue aux côtés de Miguel Indurain et Pedro Delgado. Principalement équipier, il parvient néanmoins à terminer dixième du Tour d'Andalousie en 1990, quatrième d'une étape du Tour du Limousin en 1991, ou encore deuxième d'une étape de l'Étoile de Bessèges et huitième du Grand Prix d'ouverture La Marseillaise en 1993. Il a également participé au Tour d'Espagne et au Tour d'Italie. 

## Palmarès
- 1989
  - Tour de Navarre
  - Prueba Loinaz
  - 3e du Tour de la Bidassoa
- 1992
  - 3e étape du Circuito Merindades

## Résultats sur les grands tours

### Tour d'Italie
1 participation
- 1993 : abandon

### Tour d'Espagne
1 participation
- 1992 : 49e